# Татјана Сороко
Татјана Сороко (рус. Татьяна Николаевна Сорокко; Саров, 26. децембар 1971) је руска манекенка и модна новинарка. Шетала је пистама за најистакнутије дизајнере и модне куће на свету, појавила се на насловницама водећих модних часописа и постала први руски модел пост-совјетског периода који је добио међународно признање. Након каријере модела, Сороко је радила као уредник за магазин Вог, Vanity Fair, и магазин Базар. Њен посебан лични стил и њена приватна колекција историјски важне одеће високе моде били су предмети музејских изложби у Русији и Сједињеним Државама.

## Младост
Татјанин отац је био нуклеарни физичар. Одрасла је у Армазасу 16 (данас Саров), граду затвореног типа, где су вршена нуклеарна истраживања за време Совјетског Савеза.
Године 1989. студирала је физику на Московском Институту за физику и технологију, где ју је открио париски агент за манекенство Марилин Гаутер, власник агенције Марилин Модел, након чега је позвана да се пресели у Париз због посла у манекенству, где одлази 1990. године.

## Каријера
Након две недеље проведене у Паризу, Татјана је била на манекенстком подијуму под окриљем компаније Кристијан Диор, Сент Лаурен И фотографисана ЈЕ за часопис Базар. Татјана је током своје каријере била модел за модне креаторе и компаније Кристијан Диор, Живенши, Шанел, Сент Лаурен, Кристијан Лакрос, Ђанфранко Фере, Клауди Монтана, Жан Пол Готје, Александар Маквин, Comme des Garçons, Исеј Мијаке, Јоџи Јамамото, Ђорђо Армани, Ђани Версаче, Роберто Кавали, Прада, Калвин Клајн, Вивијен Вествуд, Ралф Ручи, Марк Џејкобс, Мајкл Корс, Бил Блас, Ралф Лорен, Оскар де ла Рента, Дона Каран и за многе друге. Често је фотографисана за уредничка дела и насловнице европских и америчких часописа као што су Вог, Базар, магазин W, Ел, Гламур и Космополитан.
1992. године Татјана и њен супруг, Серж Сороко, преселили су се у Калифорнију. Већ позната од стране главних модних дизајнера и уредника, њена каријера је ишла истим темпом у Америци, баш као и у Европи. Осим својих моделских ангажмана широм света, Сороко је наставила школовање на Академији уметности у Сан Франциску, где је студирала Историју моде. Појавила се на насловној страни часописа Runway, у књизи модних фотографија Ларија Финка и на реклами за Хонду Интергра са Бред Питом.
1994. године појавила се у филму Висока мода, Роберта Алтмана.
Била је предмет књиге која је објавила у Москви, Екатерине Васиљеве, која ју је представила као првог препознатљивог руског модела који се појавио након перестројке.
Са објављивањем издања руског издања часописа Вог децембра 2001. године, Сороко, који говори говори руски и енглески језик, започела је нову каријеру као спољни дописник и доприносни уредник. Била је аутор популарне колумне Телеграм Татјане Сороко. У њеној колумни нашао се велики број познатих личности : Ђанфранко Фере, Ралф Ручи, Андреја Путман, Маноло Блахник, Јоџи Јамамото, Филип Триси, Ричард Аведон и Херб Ритс.
Њена последња колумна објављена је у издању часописа Вог у децембру 2004. године. Почетком 2000-их, Сороко је такође допринела италијанском сајму Ванити, за кога је продуцирала и дизајала фотографије са истакнутим личностима, укључујући глумца Питер Којота и књижевницу Изабелу Аљенде.
У јануару 2005. године, Сороко је почела да ради као помоћни уредник америчког часописа Базар. Међу бројним значајним личностима, Сорокко је интервјуисала Катерину Јушченко, супругу украјинског председника, за издање из септембра 2005. године, а за издање из августа 2008. године, интервјуисала је Ненси Пелоси, америчку политичарку
Године 2009. Татјана је наведена у московском издању часописа Тајм аут међу изузетних "50 људи и ствари које је Москва поклонила свету".
У децембру 2014. године, Сороко је направила повратак у новинарство, пишући на шест страна магазина Базар, где је писала модне приче и о крзнима на модним пистама за за 2014. годину.

## Остали пројекти
2004. године позвана је да наступи са руским Националним Оркестром на турнеји у Сједињене Америчке Државе.
Татјана је страствени колекционар високе моде и старинског накита и често је донирала или позајмила комаде из своје колекције различитим музејима, укључујући и Музеј Метрополитен у Њујорку, Модни Институт Технологије,, Калифорнијски музеј Легије части и многе друге.
Татијана је често позивана да говори о темама моде и стила, а њени ангажмани су били са Музејима ликовних уметности Сан Франциска, у Музеју уметности у Фениксу и на Универзитету Академије уметности у Сан Франциску..
Татјана је такође била гост на у шоу Марте Стјуарт неколико пута, дискутујући о широком спектру тема, од кувања до моде и колекционарства.

## Приватан живот
Татјана се 1992. године удала за Сержа Сорока, инвеститора некретнина и колекционара уметности. Они живе у заливској области Сан Франциска